# М̃
Cette page contient des caractères spéciaux ou non latins. S’ils s’affichent mal (▯, ?, etc.), consultez la page d’aide Unicode.
L’emme tilde suscrit (capitale М̃, minuscule м̃) est une lettre de l’alphabet cyrillique qui a été utilisée dans l’écriture du lituanien au XIXe siècle. Elle est composée d’un emme avec un tilde.

## Utilisations
L’enne tilde a été utilisé dans la translitération du sanskrit avec l’alphabet linguistique général de Vassili Radlov, Vasiliev et Zaleman de 1888.
La lettre cyrillique emme tilde ‹ м̃ › a été utilisée dans l’écriture du lituanien lorsque l’accent tonique est indiqué, notamment dans l’orthographe utilisé dans la grammaire lituanienne Литовская грамматика publié en 1891, après la défaite de l’Insurrection de Janvier 1863 et l’interdiction de publier avec les lettres latines dans les documents officiels de 1864 à 1904.

## Représentation informatique
L’emme tilde peut être représenté avec les caractères Unicode suivants (cyrillique, diacritiques) :
| formes    | représentations | chaînes de caractères | points de code | descriptions                                       |
| --------- | --------------- | --------------------- | -------------- | -------------------------------------------------- |
| capitale  | М̃               | М◌̃                    | U+041C U+0303  | lettre majuscule cyrillique emme diacritique tilde |
| minuscule | м̃               | м◌̃                    | U+043C U+0303  | lettre minuscule cyrillique emme diacritique tilde |